# Un milione al secondo
Un milione al secondo è stato un programma televisivo italiano andato in onda in prima serata su Rete 4 per due diverse stagioni, dal 9 marzo 1983 al 26 giugno 1984, con la conduzione di Pippo Baudo.

## La trasmissione
Il programma fu testato con una puntata zero intitolata La notte dei cento milioni e trasmessa il 31 dicembre 1982 su Rete 4; ispirato parzialmente al format della NBC Dollar a Second (già adattato per l'Italia nel 1955 dalla Rai con il titolo Duecento al secondo), si trattava di un varietà/quiz nel quale sei concorrenti in ogni puntata dovevano rispondere a delle domande riguardanti il mondo della musica divise in tre categoria: rock, leggera e classica. Il gioco si svolgeva a eliminazione, per ogni risposta esatta o errata, i concorrenti acquisivano o perdevano secondi, che si sarebbero poi trasformati in milioni di lire. A fine puntata, il concorrente con il maggior montepremi doveva cimentarsi in un'ultima domanda particolarmente articolata, che richiedeva diversi secondi di tempo, durante i quali la somma vinta fino a quel momento calava. Il concorrente giunto al gioco finale poteva automaticamente tornare in gara la settimana successiva, mentre l'altro finalista poteva partecipare solo se la successiva domenica, a mezzogiorno e nella piazza del suo paese d'origine, si fosse sottoposto ad una penitenza.
In seguito le domande riguardarono anche altre materie, come il cinema e lo sport.
In abbinamento con la trasmissione, in ogni puntata si svolgeva un concorso che coinvolgeva il pubblico a casa intitolato Cerca la parola: era sufficiente individuare la parola pronunciata in tutte e tre le canzoni proposte dal direttore dell'orchestra Pippo Caruso, scriverla su una cartolina da inviare al programma e tentare così di vincere lingotti d'oro e buoni spesa per il grande magazzino Upim.
A completare il cast della trasmissione c'erano le Millionaires un gruppo di vallette composto nella prima edizione da Patrizia Rossetti, Carla Maria Orsi Carbone, Sonia Raule e Manuela Blanchard Beillard (conduttrice poi anche di Bim bum bam con Paolo Bonolis su Italia 1) e nella seconda da Manuela Antonelli, Lola Fulin, Pat Heaven, Livia Romano, Maria Luisa Piselli e Cristina Stabile. Primo ballerino della trasmissione era Luigi Casavola. Nel corso delle puntate si sono susseguiti ospiti di rilievo internazionale come Tina Turner, Mel Brooks, Anne Bancroft, Fanny Ardant, Terence Hill, Sônia Braga e i Duran Duran.
Si trattava di uno dei primi lavori di Pippo Baudo per le reti private, giunto a Rete 4 (in quel periodo di proprietà della Arnoldo Mondadori Editore e non ancora appartenente al gruppo Fininvest), per condurre questo spettacolo attraverso l'imprenditore Mario Ciancio, proprietario di Antenna Sicilia, emittente regionale affiliata al network.
Ogni puntata del programma veniva registrata in tre cassette da mezz'ora ciascuna, spedite alle diverse emittenti locali che ripetevano il segnale di Rete 4, escamotage utilizzato in quel periodo dalle reti private che non avevano il diritto di trasmettere contemporaneamente su tutto il territorio nazionale.

### Successo e collocazione in palinsesto
Il programma è stato realizzato per due edizioni: la prima è andata in onda dal 9 marzo alle 21.30 al 22 giugno 1983 per sedici puntate, mentre la seconda è stata trasmessa dal 18 ottobre 1983 al 26 giugno 1984 per trentasei puntate.
Inizialmente la trasmissione andava in onda nella prima serata del mercoledì, subendo tuttavia la concorrenza della serie televisiva Dallas che otteneva ascolti maggiori, e venendo talvolta diviso in due parti per lasciare spazio a Dynasty; in seguito fu spostato alla prima serata del martedì.
La prima edizione della trasmissione ottenne un buon indice d'ascolto, facendo segnalare una media di telespettatori compresa tra i quattro e i cinque milioni di telespettatori.
Nel 1983 la Arnoldo Mondadori Editore ha realizzato il gioco in scatola omonimo basato sul programma..

### Critiche
La decisione di Pippo Baudo di realizzare una trasmissione televisiva in prima serata per Rete 4, nonostante nello stesso periodo fosse uno dei volti di Rai 1 con Domenica in e altre trasmissioni, suscitò diverse critiche soprattutto tra i dirigenti e gli altri artisti della Rai; in particolar modo nei primi mesi del 1984 l'onorevole comunista Antonello Trombadori esortò il conduttore a decidere se stare in Rai o contro l'azienda pubblica, appello a cui aderirono anche il consigliere Rai Sergio Bindi e il democristiano Flaminio Piccoli, che rilanciò il diktat con un articolo sull'organo di stampa ufficiale della Democrazia Cristiana, Il Popolo.
Anche Emilio Fede si scagliò contro il conduttore siciliano, in diretta televisiva durante Blitz, mentre veniva intervistato da Gianni Minà. Affermò che "Noi giornalisti della Rai siamo fedeli a questa azienda per uno stipendio medio-basso, mentre c'è chi sta con la Rai e con le reti private, a suon di un milione al secondo. Comodo!" e poi "Mentre siamo su Raidue, di qua su Raiuno c'è sempre quello lì con le braccia lunghe, che dicono abbia le mani in pasta dappertutto, e di là prende un milione al secondo, e di qua chissà cosa...". Per riportare la pace tra i due conduttori (Fede in quel periodo conduceva in prima serata per Raiuno il quiz Test) intervenne il direttore di rete di quel periodo, Emmanuele Milano.
Per la stagione televisiva 1984-1985, Baudo concluse la sua collaborazione con Rete 4 (che nel frattempo era stata acquisita dalla Fininvest di Silvio Berlusconi il 27 agosto del 1984) ottenendo dalla Rai un contratto in esclusiva.
Un'altra polemica, stavolta "interna", si scatenò in seguito ad un errore di trasmissione della puntata del 2 novembre 1983 nella zona di Roma; Pippo Baudo, sintonizzato sull'emittente capitolina La Uomo Tv che ritrasmetteva i programmi di Rete 4 nel Lazio, vide infatti che furono invertite nell'ordine le cassette contenenti la registrazione, mandando in onda quindi l'ultima parte del programma subito dopo la prima, saltando la mezz'ora centrale della trasmissione; i tecnici si accorsero del problema e rimediarono solo dopo oltre dieci minuti, lasciando trascorrere diversi minuti di "nero" prima di far partire la regolare emissione. Il giorno dopo il conduttore convocò i dirigenti di Rete 4 redarguendoli, e affermando "Non sono abituato a lavorare con i dilettanti!".